# Cantharoxylymna linsleyi
Cantharoxylymna linsleyi är en skalbaggsart som beskrevs av Fisher 1947. Cantharoxylymna linsleyi ingår i släktet Cantharoxylymna och familjen långhorningar.
Artens utbredningsområde är:
- Costa Rica.
- Panama.

Inga underarter finns listade.